# Корнеев, Владимир Владимирович
Влади́мир Влади́мирович Корне́ев (1 мая 1940 — 5 октября 2007) — советский, российский дипломат. Чрезвычайный и полномочный посол.

## Биография
Окончил МГИМО МИД СССР (1965) и Дипломатическую академию МИД СССР. На дипломатической работе с 1962 года. 
Занимал различные должности в центральном аппарате МИД СССР, Посольстве СССР в Танзании, консульстве на Занзибаре, посольствах в Кении и Уганде.
- С 8 февраля 1989 по 18 марта 1991 года — чрезвычайный и полномочный посол СССР в Сомали[1][2].
- С 18 марта 1991 по 25 декабря 1991 года — чрезвычайный и полномочный посол СССР в Мозамбике[3].
- С 25 декабря 1991 по 5 июня 1996 года — чрезвычайный и полномочный посол Российской Федерации в Мозамбике[4].

## Семья
Был женат, трое детей.

## Награды
- Медаль «Ветеран труда»;
- Почётная грамота Президиума Верховного Совета РСФСР.

## Дипломатический ранг
- Чрезвычайный и полномочный посол[5].